# 黑脸鞘嘴鸥
黑脸鞘嘴鸥（学名：Chionis minor），是鸻形目鞘嘴鸥科的一种鸟类。
黑脸鞘嘴鸥体重约493.96克，翼长约22.70厘米，喙宽度约8.7毫米，喙厚度约14.6毫米，嘴峰长约33.5毫米，跗蹠长约45.4毫米，尾长约10.58厘米。
黑脸鞘嘴鸥具有部分的迁徙性，栖息在海洋，它们是杂食性动物。

## 亚种
- Chionis minor marionensis，分布在马里恩岛和爱德华王子岛。
- Chionis minor crozettensis，分布在克罗泽群岛。
- Chionis minor minor，分布在凯尔盖朗群岛。
- Chionis minor nasicornis，分布在赫德岛和麦克唐纳岛。[4]